# Asgard (cràter)
Asgard és la segona estructura més gran de Cal·listo, un satèl·lit de Júpiter, el tercer més gran del sistema solar. Aquesta conca d'impacte, mesura 1600 km aproximadament de diàmetre. S'anomena així per culpa de la mitologia nòrdica, en la qual, era el palau on residien els déus. La part central d'aquesta enorme estructura està dominat pel cràter d'impacte Doh.

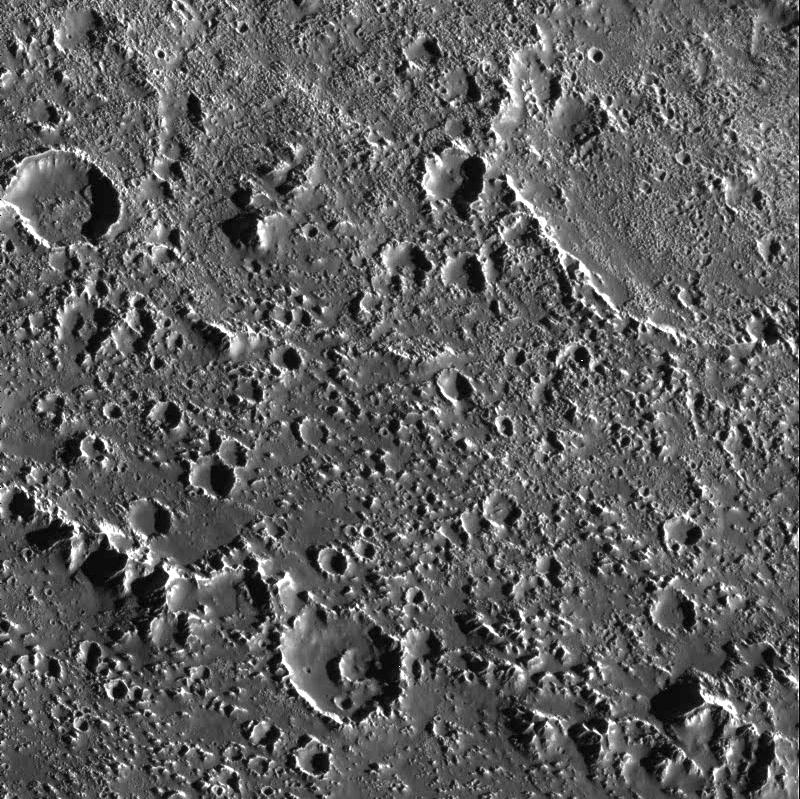
Terreny a la conca Asgard

Una altra estructura anellada, està superposada al nord amb aquest accident geogràfic. Aquesta altra estructura, s'anomena Utgard, (també prové de la mitologia nòrdica) i mesura poc més de 600 km de diàmetre Utgard, és la quarta estructura anellada més gran d'aquest satèl·lit. Una part substancial d'Utgard, està plena de dipòsits (zones brillants) del cràter Burr, el qual és geològicament jove.